# Club Baloncesto Sevilla 2004-2005
Questa voce raccoglie le informazioni riguardanti il Club Baloncesto Sevilla nelle competizioni ufficiali della stagione 2004-2005.

## Stagione
La stagione 2004-2005 del Club Baloncesto Sevilla è la 16ª nel massimo campionato spagnolo di pallacanestro, la Liga ACB.

## Roster
Aggiornato al 30 luglio 2021.
| Caja San Fernando 2004-05 | Caja San Fernando 2004-05 |
| Giocatori                 | Staff tecnico             |
| ------------------------- | ------------------------- |

| N. | Naz.                                        | Ruolo | Nome                | Anno | Alt.   | Peso   |  |
| -- | ------------------------------------------- | ----- | ------------------- | ---- | ------ | ------ |  |
| 4  | Stati Uniti (bandiera) · Islanda (bandiera) | G     | Damon Johnson       | 1974 | 196 cm |        |  |
| 5  | Spagna (bandiera)                           | GA    | Carlos Cazorla      | 1977 | 197 cm | 94 kg  |  |
| 7  | Inghilterra (bandiera)                      | AG    | Darren Phillip      | 1978 | 201 cm | 106 kg |  |
| 8  | Spagna (bandiera)                           | P     | Carlos Cherry       | 1979 | 184 cm | 82 kg  |  |
| 9  | Spagna (bandiera)                           | A     | Raúl Pérez (C)      | 1968 | 198 cm |        |  |
| 11 | Spagna (bandiera)                           | P     | Antonio Miguel      | 1986 | 178 cm |        |  |
| 12 | Lettonia (bandiera)                         | C     | Kaspars Cipruss     | 1982 | 210 cm | 105 kg |  |
| 13 | Stati Uniti (bandiera) · Italia (bandiera)  | P     | Matt Santangelo     | 1977 | 186 cm | 80 kg  |  |
| 14 | Lituania (bandiera)                         | G     | Donatas Slanina     | 1977 | 193 cm | 95 kg  |  |
| 15 | Bulgaria (bandiera) · Francia (bandiera)    | C     | Vasil Evtimov       | 1977 | 208 cm | 116 kg |  |
| 19 | Germania (bandiera)                         | C     | Robert Maras        | 1978 | 215 cm | 115 kg |  |
| 23 | Stati Uniti (bandiera)                      | AG    | Lou Roe             | 1972 | 201 cm | 100 kg |  |
| 33 | Stati Uniti (bandiera)                      | AG    | Andy Panko          | 1977 | 205 cm | 108 kg |  |
| -  | Spagna (bandiera)                           | AP    | Pablo Jesús Alemany | 1984 | 193 cm |        |  |
| -  | Spagna (bandiera)                           | G     | Joaquín Bonhome     | 1986 | 194 cm |        |  |
| -  | Spagna (bandiera)                           | A     | Fulgencio Casanova  | 1986 | 195 cm |        |  |
| -  | Spagna (bandiera)                           | P     | Damían García       | 1986 | 185 cm |        |  |
| -  | Spagna (bandiera)                           | P     | Adolfo Santos       | 1984 | 180 cm |        |  |

| Allenatore                                                           |
| - Velimir Perasović (fino al 2 marzo) - Óscar Quintana (dal 4 marzo) |
| Assistente/i                                                         |
| - Javier Fijo Legenda - (C) Capitano - (IN) Inattivo - Infortunato   |

## Mercato

### Sessione estiva
| Acquisti | Acquisti           | Acquisti         | Acquisti      | Acquisti |
| R.a      | Nome               | da               | Modalità      |          |
| -------- | ------------------ | ---------------- | ------------- | -------- |
| AG       | Andy Panko         | Girona           | definitivo    |          |
| C        | Kaspars Cipruss    | Ciudad de Huelva | definitivo    |          |
| AG       | Lou Roe            | Alicante         | definitivo    |          |
| AG       | Darren Phillip     | Málaga           | definitivo    |          |
| P        | Antonio Bustamante | Minorca          | fine prestito |          |

| Cessioni | Cessioni           | Cessioni         | Cessioni       | Cessioni |
| R.       | Nome               | a                | Modalità       |          |
| -------- | ------------------ | ---------------- | -------------- | -------- |
| C        | Alvin Jones        | Valencia         | fine contratto |          |
| AG       | Danya Abrams       | Granada          | fine contratto |          |
| C        | Michail Michajlov  | Ural Great Perm' | fine contratto |          |
| P        | Antonio Bustamante | Ourense          | prestito       |          |

### Dopo l'inizio della stagione
| Acquisti | Acquisti      | Acquisti          | Acquisti         | Acquisti   |
| R.       | Nome          | da                | Data             | Modalità   |
| -------- | ------------- | ----------------- | ---------------- | ---------- |
| G        | Damon Johnson | Free agent        | novembre 2004    | definitivo |
| C        | Robert Maras  | Skyl. Francoforte | 24 febbraio 2005 | definitivo |

| Cessioni | Cessioni      | Cessioni     | Cessioni      | Cessioni       |
| R.       | Nome          | a            | Data          | Modalità       |
| -------- | ------------- | ------------ | ------------- | -------------- |
| C        | Vasil Evtimov | Virtus Roma  | febbraio 2005 | rescissione    |
| G        | Damon Johnson | Bilbao Berri | febbraio 2005 | fine contratto |